# Канакарис-Руфос, Афанасиос
Афанасиос Канакарис-Руфос (греч. Αθανάσιος Κανακάρης - Ρούφος; 1830, Патры — 1902, Патры) — греческий политик. Мэр Патр и член парламента Ахайи.

## Биография
Афанасиос Канакарис родился в Патрах и был старшим сыном премьер-министра Бенизелоса Руфоса. Изучал право в Афинском университете и в Париже, где на него «повлиял либеральный климат города».
Во время революции, направленной на изгнание короля Отто I, он принимал активное участие, и вместе со своим братом Георгиосом возглавил народ Патры. В 1864 году Канакарис был избран полномочным представителем Патры в Национальном собрании, а в 1865 году — депутатом. В 1867 году его отец Бенизелос скончался, и вместе со своим братом Афанасиос стал сопредседателем партии «Руфикос» (греч. Ρουφικού). В тот же год он безуспешно баллотировался в депутаты, однако в 1869 году он был им избран. В 1887 и 1892 годах Канакарис был переизбран депутатом от Патры. В 1900 году повторным голосованием он был в последний раз избран депутатом парламента. В 1877 и 1890 годах он возглавил министерство духовенства в правительствах Эпаминондаса Делигеоргиса и Харилаоса Трикуписа соответственно.
Дважды избирался мэром Патры: первый — в 1879 году, второй — в 1895 году. Оба срока длились четыре года. В 1899 году он баллотировался на пост мэра в третий раз, с той разницей, что на этот раз партия «Руфикос» была расколота, поскольку его брат Ангелос, член парламента, также баллотировался. В результате он потерял меньшинство и занял третье место, потеряв при этом ратушу.
Вместе со своим братом Георгиосомони он считается реформатором Патры. Во время своего правления Афанасиос Канакарис превратил Патры в приличный город: он основал завод газовых фонарей в Криа Итеон, выкопал болото рядом с церковью Андрея Первозванного, открыл дороги, построил площадь Омония, основал и построил первое кладбище, основал начальные школы, построил 2-ю начальную школу для девочек в Верхнем городе, сумел предоставить общественную землю, построил Рынок Маркатоса, заключивший кредит с Нацбанком на довольно выгодных условиях, построил здание магистратского суда, купил акции театра «Аполлон» и предложил соединить пригород с центром города с расширением конной проезжей части.
Умер в Патрах в 1902 году и был похоронен в мавзолее Руфос на Первом кладбище Патры. Его похороны прошли с большой торжественностью; сами похороны провёл Димитриос Гунарис.
Афанасиос был женат на Кириакуле Иоанну Провеленгиу, сестре Аристомениса Провеленгиоса, писателя и политика, и у них было пятеро детей: член парламента и министр Лукас Канакарис-Руфос, член парламента и мэр Патры Василиос Руфос, банкир Бенизелос Руфос, Мария Руфос, жена банкира Джона Султани и Екатерини Руфус, жена банкира и политика Иоанниса Афиногениса. Его внуком был писатель и дипломат Родис Канакарис-Руфос.